# Титулы Российской империи
В России до Петра I титулы имели только государи и потомки прежних удельных и владетельных князей. Иван III установил большой (с наименованием всех подвластных областей и употребляемый в дипломатических сношениях) и малый титулы (См. государев титул). По мере расширения территории государства изменялся и титул: Иван IV в 1547 принял титул царя, в 1721 Сенат и Синод поднесли Петру I титул императора. Сам Пётр I начал жаловать титулы графа и барона, а вместе с этим появились и соответствующие обращения: сиятельство и светлость. Последнее обращение в дальнейшем сохранилось лишь в некоторых княжеских родах (светлейшие князья).
После Октябрьской революции 1917 года все чины, титулы и звания царской России были упразднены

## Список титулов
| #  | титул                                                                                 | геральдическая корона | дворянские роды                                                             | Формы титулования             |
| -- | ------------------------------------------------------------------------------------- | --------------------- | --------------------------------------------------------------------------- | ----------------------------- |
| 1  | Цесаревич                                                                             |                       | Г Гольштейн-Готторп-Романовы Р Романовы                                     | Ваше Императорское Высочество |
| 2  | Великий князь                                                                         |                       | Г Гольштейн-Готторп-Романовы Р Романовы                                     | Ваше Императорское Высочество |
| 3  | Князь императорской крови (вручался только лицам принадлежащим к Императорской семье) |                       | Г Гольштейн-Готторп-Романовы Р Романовы                                     | Ваше Высочество               |
| 4  | Князь                                                                                 |                       | см. Список княжеских родов России                                           | Ваше Сиятельство              |
| 5  | Герцог (жаловался только иностранными правителями, а также единожды А. Д. Меншикову)  |                       | см. Список герцогских родов Российской империи                              | Ваша Светлость                |
| 6  | Великий боярин (до конца XVII века)                                                   |                       | см. Боярские роды                                                           | Ваше Сиятельство              |
| 7  | Маркиз                                                                                |                       | см. Список родов маркизов Российской империи                                | Ваше Сиятельство              |
| 8  | Граф                                                                                  |                       | см. Список графских родов Российской империи                                | Ваше Сиятельство              |
| 9  | Барон                                                                                 |                       | см. Список баронских родов Российской империи                               | Ваше Благородие               |
| 10 | Сын боярский                                                                          | нет                   | см. Категория:Боярские роды                                                 | Ваше Благородие               |
| 11 | Путный боярин (до XVII в.), панцирный боярин (до XVII в.)                             |                       | см. Боярские роды                                                           | Ваше Благородие               |
| 12 | Дворянин, помещик, беспоместный дворянин                                              |                       | см. Список дворянских родов, внесённых в Общий гербовник Российской империи | Ваше Благородие               |